# Liste der Länderspiele der nicaraguanischen Futsalnationalmannschaft der Frauen
Die nachfolgende Liste enthält alle Länderspiele der nicaraguanischen Futsalnationalmannschaft der Frauen, die der Fußballverband von Nicaragua, die Federación Nicaragüense de Fútbol (FENIFÚT), im Jahr 2017 gegründet hat. Futsal ist die einzige von der FIFA anerkannte Variante des Hallenfußballs. Bisher wurden drei Länderspiele ausgetragen.

## Länderspielübersicht
Legende
- Erg. = Ergebnis
- n. V. = nach Verlängerung
- i. S. = im Sechsmeterschießen
- abg. = Spielabbruch
- H = Heimspiel
- A = Auswärtsspiel
- * = Spiel auf neutralem Platz
- Hintergrundfarbe grün = Sieg
- Hintergrundfarbe gelb = Unentschieden
- Hintergrundfarbe rot = Niederlage

| Nr.                    | Datum      | Erg. | Gegner     |   | Austragungsort                                                          | Anlass                                  | Bemerkungen |
| ---------------------- | ---------- | ---- | ---------- | - | ----------------------------------------------------------------------- | --------------------------------------- | --- |
| 1                      | 13.12.2017 | 0:8  | Costa Rica | H | Managua, Gimnasio de Balonmano del Instituto Nicaragüense de Deportes   | Juegos Deportivos Centroamericanos 2017 | Erstes Heimspiel Erste Niederlage Erste Heimniederlage Höchste Niederlage 1 Höchste Heimniederlage 1 Erstes Länderspiel gegen Costa Rica |
| 2                      | 14.12.2017 | 0:8  | Costa Rica | H | Managua, Gimnasio de Balonmano del Instituto Nicaragüense de Deportes   | Juegos Deportivos Centroamericanos 2017 | Höchste Niederlage 1 Höchste Heimniederlage 1                                                                                            |
| 3                      | 17.12.2017 | 1:5  | Costa Rica | H | Managua, Gimnasio de Balonmano del Instituto Nicaragüense de Deportes 2 | Juegos Deportivos Centroamericanos 2017 | |
| Stand: 24. August 2018 |            |      |            |   |                                                                         |                                         | |

## Statistik
In der Statistik werden nur die offiziellen Länderspiele berücksichtigt.
Legende
- Sp. = Spiele
- Sg. = Siege
- Uts. = Unentschieden
- Ndl. = Niederlagen
- Hintergrundfarbe grün = positive Bilanz
- Hintergrundfarbe gelb = ausgeglichene Bilanz
- Hintergrundfarbe rot = negative Bilanz

### Gegner
| Land       | Kontinentalverband | Sp. | Sg. | Uts. | Ndl. | Torverhältnis |
| ---------- | ------------------ | --- | --- | ---- | ---- | ------------- |
| Costa Rica | CONCACAF           | 3   | 0   | 0    | 3    | 01:21         |
| Gesamt     | Gesamt             | 3   | 0   | 0    | 3    | 01:21         |

### Kontinentalverbände
| Kontinentalverband                 | Sp. | Sg. | Uts. | Ndl. | Torverhältnis |
| ---------------------------------- | --- | --- | ---- | ---- | ------------- |
| AFC (Asien)                        | 0   | 0   | 0    | 0    | 0:0           |
| CAF (Afrika)                       | 0   | 0   | 0    | 0    | 0:0           |
| CONCACAF (Nord- und Mittelamerika) | 3   | 0   | 0    | 3    | 01:21         |
| CONMEBOL (Südamerika)              | 0   | 0   | 0    | 0    | 0:0           |
| OFC (Ozeanien)                     | 0   | 0   | 0    | 0    | 0:0           |
| UEFA (Europa)                      | 0   | 0   | 0    | 0    | 0:0           |
| Gesamt                             | 3   | 0   | 0    | 3    | 01:21         |

### Anlässe
| Anlass                                    | Sp. | Sg. | Uts. | Ndl. | Torverhältnis |
| ----------------------------------------- | --- | --- | ---- | ---- | ------------- |
| Juegos Deportivos Centroamericanos-Spiele | 3   | 0   | 0    | 3    | 01:21         |
| Freundschaftsspiele                       | 0   | 0   | 0    | 0    | 0:0           |
| Gesamt                                    | 3   | 0   | 0    | 3    | 01:21         |

### Spielarten
| Spielart                       | Sp. | Sg. | Uts. | Ndl. | Torverhältnis |
| ------------------------------ | --- | --- | ---- | ---- | ------------- |
| Heimspiele (H)                 | 3   | 0   | 0    | 3    | 01:21         |
| Spiele auf neutralem Platz (*) | 0   | 0   | 0    | 0    | 0:0           |
| Auswärtsspiele (A)             | 0   | 0   | 0    | 0    | 0:0           |
| Gesamt                         | 3   | 0   | 0    | 3    | 01:21         |

### Austragungsorte
| Austragungsort | Land      | Sp. | Sg. | Uts. | Ndl. | Torverhältnis |
| -------------- | --------- | --- | --- | ---- | ---- | ------------- |
| Managua        | Nicaragua | 3   | 0   | 0    | 3    | 01:21         |
| Gesamt         | Gesamt    | 3   | 0   | 0    | 3    | 01:21         |

### Spielergebnisse
|      | Gegentore | Gegentore | Gegentore | Gegentore | Gegentore | Gegentore | Gegentore | Gegentore | Gegentore |
| Tore | 0         | 1         | 2         | 3         | 4         | 5         | 6         | 7         | 8         |
| ---- | --------- | --------- | --------- | --------- | --------- | --------- | --------- | --------- | --------- |
| 0    | -         | -         | -         | -         | -         | -         | -         | -         | 2         |
| 1    | -         | -         | -         | -         | -         | 1         | -         | -         | -         |